# Ваља Маре (Ваља Лунга)
Ваља Маре (рум. Valea Mare) насеље је у Румунији у округу Дамбовица у општини Ваља Лунга. Oпштина се налази на надморској висини од 341 m.

## Становништво
Према подацима из 2011. године у насељу је живело 573 становника.